# Nadeschda Bogdanowa
Nadeschda Bogdanowa (russisch Надежда Богданова, engl. Transkription Nadezhda Bogdanova; * 24. April 1994 in Aqtau als Nadeschda Kirnos russisch Надежда Кирнос) ist eine kasachische Leichtathletin, die sich auf den Siebenkampf spezialisiert hat.

## Sportliche Laufbahn
Erste internationale Erfahrungen sammelte Nadeschda Bogdanowa bei den Juniorenasienmeisterschaften 2012 in Colombo, bei denen sie mit 4585 Punkten die Bronzemedaille hinter der Inderin Purnima Hembram und der Thailänderin Sunisa Khotseemueang gewann. 2017 nahm sie an den Asienmeisterschaften in Bhubaneswar teil und belegte dort mit 5035 Punkten den sechsten Platz. 2018 nahm sie an den Hallenasienmeisterschaften in Teheran teil und belegte dort mit 3723 Punkten den vierten Platz im Fünfkampf. 2023 gelangte sie bei den Hallenasienmeisterschaften in Astana mit 3839 Punkten auf Rang sechs.
In den Jahren 2015 und 2017 sowie 2021 und 2022 wurde Bogdanowa kasachische Meisterin im Siebenkampf. Zudem wurde sie 2018, 2020 und 2021 Hallenmeisterin im Fünfkampf.

## Persönliche Bestleistungen
- Siebenkampf: 5376 Punkte, 14. Mai 2017 in Almaty
  - Fünfkampf (Halle): 3892 Punkte, 19. Februar 2021 in Öskemen